# Министерство по делам ветеранов США
Министерство по делам ветеранов США (англ. United States Department of Veterans Affairs,  VA) — исполнительный департамент правительства США. Это второе по величине федеральное министерство после министерства обороны США с численностью персонала около 280 тысяч человек.
В компетенцию министерства входит оформление ипотечных кредитов, страхование жизни, назначение пенсий, пособий и льгот (включая случаи выплаты при потере трудоспособности, потере кормильца, медицинские льготы и выплаты на погребение) для ветеранов вооружённых сил США и членов их семей.
Министерство возглавляет министр по делам ветеранов. В настоящее время министром является Дуг Коллинз.

## История
Первые попытки создания системы пособий и льгот для ветеранов вооружённых сил США предпринимались с 18 века, но до первой мировой войны не носили системного характера. Лишь в 1917 Конгресс США учредил систему льгот ветеранам, включавшую программы страхования военнослужащих и ветеранов и профессиональной реабилитации для инвалидов. В 1920-х различные льготы вводились тремя различными федеральными ведомствами: Бюро ветеранов, Пенсионным бюро Министерства внутренних дел и Национальным Домом для инвалидов.
В 1930 Конгресс поручил президенту консолидировать усилия правительства в области помощи ветеранам войны, и на базе упомянутых трёх организаций была создана Администрация по делам ветеранов. Первым её руководителем был назначен бригадный генерал Фрэнк Хайнс, ранее руководивший Бюро ветеранов в течение семи лет, он возглавлял Администрацию до 1945.
После Второй мировой войны число ветеранов в США значительно возросло, кроме того, были значительно расширены их права и льготы. Некоторые эксперты считают, что закон о ветеранах от 22 июня 1944 имел больше влияния на американский образ жизни, чем закон о гомстедах в 19 веке. Кроме того, были приняты дополнительные меры помощи ветеранам Корейской войны, Вьетнамской войны, волонтёрам 1970-х (после отмены призыва в армию США в 1973), участникам войны в Персидском заливе, и тем, кто служил во время терактов 11 сентября 2001.
В 1973 в ведение министерства по делам ветеранов из ведения Министерства армии США была передана Национальная система кладбищ (за исключением Арлингтонского национального кладбища). Министерству было поручено взаимодействие с Национальной системой кладбищ, в частности, организация маркировки могил ветеранов на национальных кладбищах и кладбищах штатов (а по требованиям — и могил ветеранов на частных кладбищах), а также управление грантовыми программами штатов по обустройству кладбищ.
Министерство по делам ветеранов было введено в состав Кабинета США 15 марта 1989 президентом Д.Бушем -старшим.

## Структура и функции

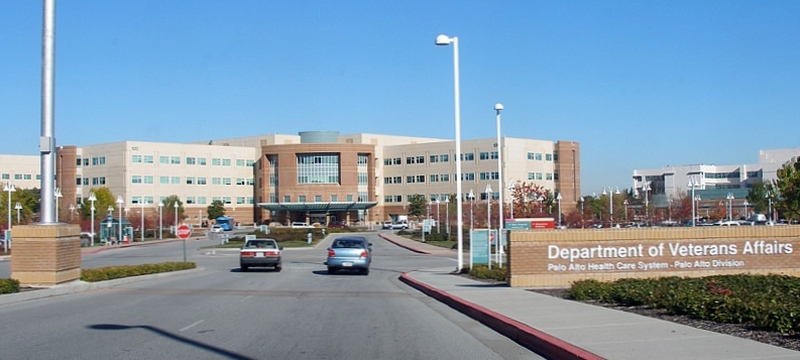
Медицинский центр министерства по делам ветеранов в Пало-Альто

Основная функция министерства по делам ветеранов — поддержка ветеранов путём предоставления определенных льгот и социальных программ. Одним из приоритетов деятельности министерства по делам ветеранов в настоящее время является предотвращение бездомности ветеранов. Министерство по этим вопросам взаимодействует с Межведомственным советом США по бездомности. Министр Э.Шинсеки является членом Межведомственным советом США по бездомности и считает целью ликвидировать бездомность среди ветеранов к 2015, о чём указано в программе 2010 года Открывая двери: Федеральный стратегический план по предотвращению и прекращению бездомности.
Министерство по делам ветеранов имеет три основных подразделения (администрации), каждое из которых возглавляет заместитель министра:
- Администрация по здравоохранению ветеранов — отвечает за оказание медицинской помощи во всех формах, медицинские обследования, клиники и региональные медицинские центры;
- Администрация по льготам ветеранов — отвечает за первичную регистрацию ветерана, определение его прав, а также пять ключевых направлений льгот и пособий: жилищные, страховые, на профессиональную реабилитацию и занятость, образование, компенсации и пенсии;
- Национальная администрация кладбищ — отвечает за обеспечение захоронений и выплату пособий на погребение, а также за содержание кладбищ, находящихся в ведении министерства.
- Полиция по делам ветеранов — правоохранительная служба, отвечающая за защиту медицинских центров и других учреждений, таких как амбулаторные клиники (OPC) и общественные амбулаторные клиники, находящихся в ведении Министерства по делам ветеранов США.